# Lilian Harmel
Lilian Harmel (Londres (Regne Unit), 5 de maig, 1908 - 9 d'agost, 1982), va ser una ballarina, coreògrafa i pedagoga austríaca.

## Vida i carrera
Lilian Harmel va passar la seva infància a Alexandria, Egipte, on va començar a ballar per primera vegada. Es va formar en ballet clàssic (en el mètode Preobrajenska) a Viena. A Viena, posteriorment esdevingué alumne de Gertrud Bodenwieser a l'Acadèmia Estatal. Més tard va estudiar coreografia amb Kurt Jooss i, a l'estil de l'expressionisme alemany, amb Mary Wigman. A principis de la dècada de 1930, havia actuat amb elogis de la crítica als principals centres artístics de l'Europa continental. Va escriure composicions coreogràfiques per a solista amb obres de Skriabin, Prokófiev, Carl Orff, Paul Hindemith, Béla Bartók i Frederic Mompou. El "Wiener Zeitung" la va descriure com una "artista de geni i ànima"; el Neues Wiener Tagblatt com "un talent molt notable" amb "perfecte domini tècnic"; i el Neues Wiener Journal va afirmar que posseïa "un domini perfecte en l'art del moviment". Als seus vint anys, va rebre elogis de la crítica al continent, com ara París, Florència, Roma, Milà, Torí, Budapest, Niça, Varsòvia, Bratislava, Amsterdam, Venècia, Praga, Salzburg, Ginebra i Zuric. El "Nuovo Gionale" va escriure sobre "aquesta ballarina refinada i elegant", mentre que "Il Giornale d'Italia" va afirmar: "'Lilian Harmel és una veritable artista, que expressa amb la seva tècnica perfecta les imatges de la seva fantasia, els sentiments de la seva ànima i l'esperit de ballet". "La Nazione" va escriure: "la tècnica d'aquesta ballarina és perfecta, hi ha una veritable precisió de la forma, una capacitat absoluta de mitjans, seguretat en l'equilibri, els dons de la musicalitat i un complet poder d'expressió". Es va traslladar a París el 1936, on va ser filmada per a una primera emissió de televisió francesa. Posteriorment es va traslladar a Anglaterra amb el seu promès el 1938. A la seva arribada a Anglaterra, The Daily Telegraph va escriure "ella té un aspecte molt agradable i posseeix imaginació i intel·ligència... és interessant i sorprenent", mentre que el Daily Mail la va descriure. com "un exponent original i dotat de la dansa pura tant en tècnica com en interpretació", i "The Sketch" la va acollir com "una jove ballarina brillant".
Després de la guerra, va obrir un estudi de dansa a la seva casa a Hampstead. El 1957, les seves classes tenien més de 25 nens petits i 25 estudiants adolescents i adults. Originalment tenia la intenció d'ensenyar als nens temporalment, però es va persuadir de continuar després que els pares de Hampstead li diguessin que "creuen que és el més necessari a Hampstead".Many Moons, el ballet dels seus nens, es va representar a ITV el dia de Nadal de 1967. Harmel va ser un dels primers pioners en l'ambientació de la música electrònica i contemporània per ballar, coreografían actuacions d'Edgard Varèse, Karlheinz Stockhausen, Pierre Boulez i Cesar Bresgen. En la seva docència, va arribar a concebre la dansa com un procés de descoberta personal, més que com una mera interpretació. Amb aquesta finalitat, seguint la tradició del Tanztheater, les seves classes de Hampstead acceptaven estudiants de totes les habilitats, tant aficionats com professionals, sempre que compartissin la seva passió pel desenvolupament individual. Per celebrar els seus quaranta anys d'ensenyament, l'any 1978, als 70 anys, va fer un ball final en solitari al Hampstead Theatre. A la seva mort, The Times va escriure: "va enriquir generacions de nens i estudiants de dansa a través de la seva preocupació pel desenvolupament artístic de l'individu... ella i el seu treball van ser un far".
Entre els seus amics i col·laboradors hi havia Rudolf von Laban, Cesar Bresgen, Marie-Louise von Motesiczky, Mary Wigman, Charles Philips Trevelyan, Georges-Emmanuel Clancier, Felix Albrecht Harta, Adrian Stokes, Hilde Holger.